# Geothlypis nelsoni
La golagialla monaca (Geothlypis nelsoni Richmond, 1900) è un uccello della famiglia dei Parulidi originario delle terre alte del Messico.

## Tassonomia
Si conoscono due sottospecie di Geothlypis nelsoni:
- G. n. nelsoni Richmond, 1900 - Sierra Madre Orientale, da Coahuila a Veracruz;
- G. n. karlenae R. T. Moore, 1946 - Fascia Vulcanica Trasversale, Puebla e Oaxaca.

## Descrizione
La golagialla monaca adulta misura circa 12–13 cm di lunghezza. Presenta caratteristiche simili alle altre specie del suo genere. Come in tutte queste, il maschio presenta una caratteristica maschera nera. Essa però se ne differenzia per essere delimitata superiormente da una evidente striscia grigia. Le regioni dorsali sono di colore bruno-olivastro e quelle ventrali di colore giallo brillante, con sprazzi verde oliva sui fianchi.
La femmina è priva di maschera. La faccia è verde oliva, con un anello oculare e una stria sopracciliare, entrambe di colore giallo chiaro. Il resto del corpo è simile a quello del maschio: regioni dorsali olivacee e ventrali gialle. È difficile distinguerla dalle femmine delle altre specie del genere.
I giovani sono simili alla femmina adulta.

## Distribuzione e habitat
La specie è endemica del Messico. La sua presenza è stata registrata lungo la Sierra Madre Orientale, da Coahuila e Nuevo León a Puebla, nella parte centrale e orientale della Fascia Vulcanica Trasversale, nella Sierra Mixteca, e nella Sierra Madre del Sud (stato di Oaxaca).
Abita nelle boscaglie delle terre alte, tra i 1500 e i 3000 m di altitudine, in zone aride o semiumide di clima temperato secco. Non è così strettamente dipendente dagli specchi d'acqua come il resto delle altre specie di Geothlypis.